# Tamezret
Tamezret es un pueblo tunecino bereber, situado en el sureste del país, en la gobernación de Gabes, a unos 10 kilómetros de Matmata y 40 kilómetros al suroeste de Gabes.

## Geografía
Tamezret está construido sobre una colina que culmina a 460 metros sobre el nivel del mar,  en la cima de la colina hay una mezquita y una cafetería. El pueblo está situado en la carretera nacional que une Matmata con Douz y es muy popular entre los circuitos turísticos saharianos. 500 personas viven allí de forma permanente, este número aumenta en verano y durante las vacaciones escolares, otros pueblos bereberes cercanos son Taoujout y Zraoua.

## Economía y turismo
La economía de Tamezret se basa en el turismo, debido a su ubicación, así como en la agricultura y en la cría de cabras. Las remesas de la diáspora tunecina procedente de Tamezret, han permitido salvaguardar el patrimonio cultural, mediante la renovación de las casas tradicionales.

## Lengua bereber
En el pueblo de Tamezret los habitantes son bereberes. La población de Tamazret ha experimentado una fuerte emigración hacia Túnez, la capital del país y al extranjero. Los habitantes de Tamezret, han resistido la asimilación cultural y lingüística, y aún hablan bereber dentro de sus familias, otros se han visto obligados a asimilarse, pero conservan los lazos con su aldea ancestral y han creado un sitio web dedicado a la lengua bereber hablada en Tamezret.

## Festivales y eventos
Tamezret organiza un evento cultural anual en verano, cuando la diáspora regresa al pueblo para conectar de nuevo con su tierra natal, se trata del Festival de Tamezret. El pueblo ha revivido la tradición milenaria de celebrar el año nuevo bereber, el Yennayer. 

## Cultura y museos

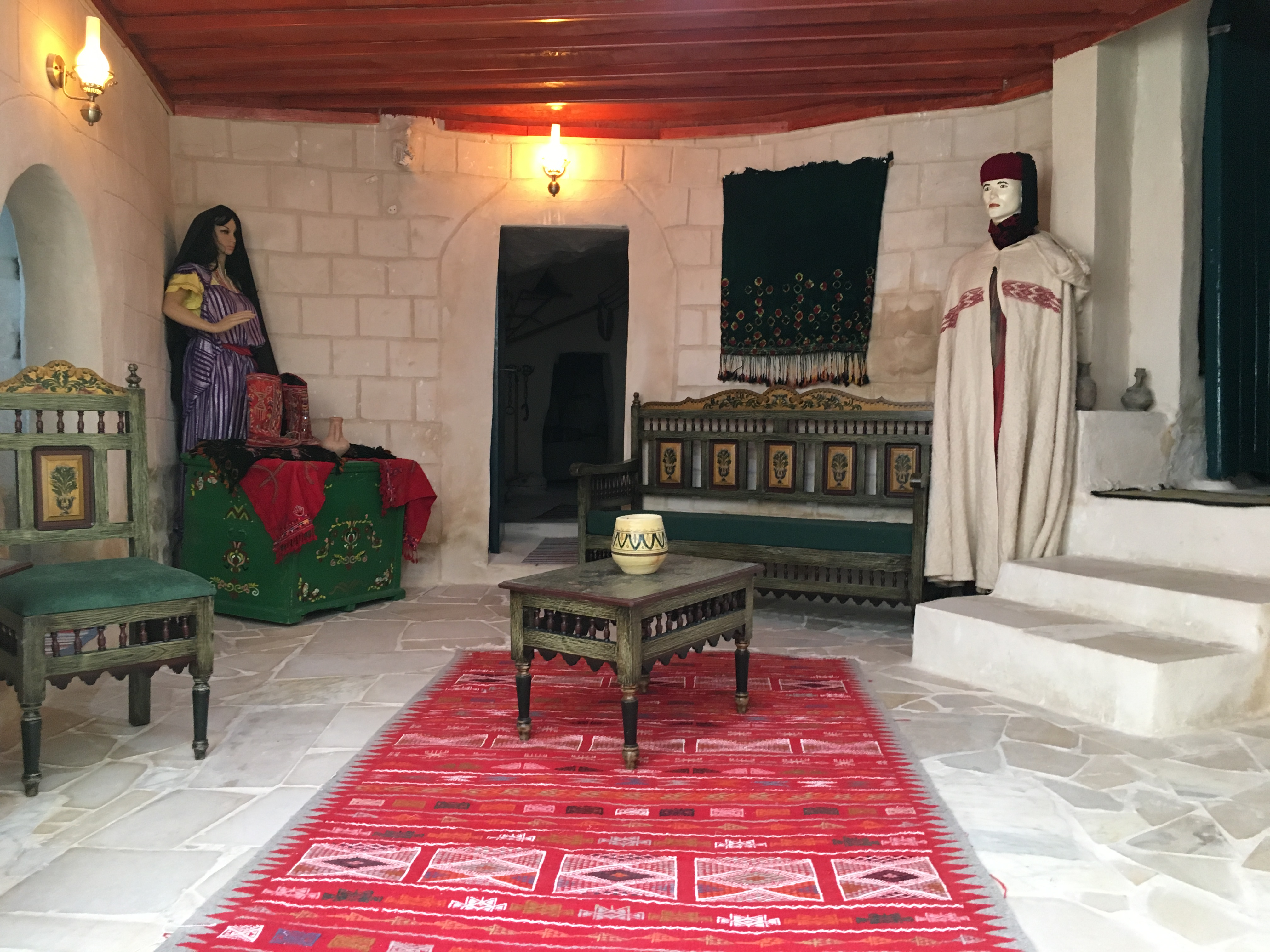
Museo bereber de Tamezret.

Un museo amazigh está instalado en el pueblo; es el museo bereber de Tamezret que presenta las tradiciones y la historia del pueblo. La asociación de protección del patrimonio de Tamezret, se ocupa de proteger su patrimonio. Entre Tamezret y Matmata, hay un museo llamado Diar Amor. El museo bereber de Tamezret está ubicado en una casa tradicional del pueblo, el museo exhibe varios productos de artesanía local, objetos de alfarería y bordado.
El 10 de enero de 2020, el gobierno tunecino propuso al pueblo para su futura clasificación como Patrimonio de la Humanidad por parte de la Unesco.

## Artesanía tradicional
Tamezret es famoso por sus tejidos de lana hechos a mano, especialmente el tradicional bakhnoug tejido en telares verticales, luego coloreado y bordado. El bakhnoug es un chal bereber largo de lana oscura decorado con motivos más claros. Todo el tejido se realiza tejiendo patrones muy finos de blanco sobre blanco. Al final del tejido, la pieza se sumerge en un baño de tinte. La lana blanca recoge el pigmento al contrario del hilo utilizado para los patrones, lo que revela diseños claros sobre un fondo oscuro, esta técnica totalmente manual requiere varios meses de trabajo para una sola pieza, otro método utiliza una técnica similar al batik, donde se aplican sucesivos baños de tinte al tejido, mientras se protegen ciertas partes, lo que da como resultado patrones de diferentes colores, luego, estos patrones son bordados con diseños de colores brillantes. Aunque anteriormente era una prenda femenina y una pieza importante del ajuar de la novia, actualmente el bakhnoug se utiliza principalmente en la decoración de interiores. La técnica y el simbolismo del bakhnoug se exhiben en el museo de Tamezret.